# Division 1 1933-34
La Division 1 1933-34 fue la segunda temporada del fútbol francés profesional. FC Sète se proclamó campeón con 34 puntos, obteniendo su primer título.

## Equipos participantes
| - FC Antibes - AS Cannes - SC Fives - Olympique Lillois - Olympique de Marseille - SO Montpellier - OGC Nice |  | - SC Nîmes - CA Paris - RC Paris - Stade Rennais UC - Excelsior AC Roubaix - FC Sète - FC Sochaux-Montbéliard |

## Tabla de posiciones
| Pos. | Equipo                 | Pts. | PJ | G  | E | P  | GF | GC | Dif. | Clasificación         |
| ---- | ---------------------- | ---- | -- | -- | - | -- | -- | -- | ---- | --------------------- |
| 1    | FC Sète (C)            | 34   | 26 | 14 | 6 | 6  | 69 | 52 | +17  | Campeón de Liga       |
| 2    | SC Fives               | 33   | 26 | 13 | 7 | 6  | 57 | 31 | +26  |                       |
| 3    | Olympique de Marsella  | 33   | 26 | 15 | 3 | 8  | 69 | 46 | +23  |                       |
| 4    | Olympique Lillois      | 32   | 26 | 14 | 4 | 8  | 70 | 40 | +30  |                       |
| 5    | Excelsior AC Roubaix   | 30   | 26 | 13 | 4 | 9  | 65 | 59 | +6   |                       |
| 6    | Stade Rennais UC       | 27   | 26 | 11 | 5 | 10 | 67 | 75 | −8   |                       |
| 7    | FC Antibes             | 27   | 26 | 11 | 5 | 10 | 52 | 60 | −8   |                       |
| 8    | SO Montpellier         | 26   | 26 | 10 | 6 | 10 | 53 | 55 | −2   |                       |
| 9    | SC Nîmes               | 25   | 26 | 11 | 3 | 12 | 68 | 72 | −4   |                       |
| 10   | AS Cannes              | 25   | 26 | 9  | 7 | 10 | 42 | 52 | −10  |                       |
| 11   | RC Paris               | 23   | 26 | 9  | 5 | 12 | 51 | 49 | +2   |                       |
| 12   | FC Sochaux-Montbéliard | 22   | 26 | 9  | 4 | 13 | 60 | 70 | −10  |                       |
| 13   | OGC Nice (D)           | 17   | 26 | 6  | 5 | 15 | 42 | 69 | −27  | Descenso a Division 2 |
| 14   | CA Paris (D)           | 10   | 26 | 5  | 0 | 21 | 55 | 90 | −35  | Descenso a Division 2 |

 Fuente: footballdatabase.eu
Promovidos de la Division 2, quienes jugarán en la Division 1 1934/35:
- Olympique Alès
- FC Mulhouse
- Red Star Olympique
- RC Strasbourg

## Resultados
| Local \ Visitante      | ANT | CAN | EXC | FIV | LIL | MAR | MON | NIC | NIM | CAP | RCP | REN | SET | SOC |
| ---------------------- | --- | --- | --- | --- | --- | --- | --- | --- | --- | --- | --- | --- | --- | --- |
| FC Antibes             | —   | 4–1 | 2–1 | 0–7 | 3–1 | 1–3 | 3–3 | 3–2 | 4–2 | 3–1 | 1–0 | 1–1 | 3–0 | 3–1 |
| AS Cannes              | 1–0 | —   | 1–0 | 0–0 | 2–0 | 1–1 | 3–1 | 2–2 | 1–1 | 3–1 | 6–2 | 0–2 | 4–1 | 4–0 |
| Excelsior AC Roubaix   | 2–3 | 3–1 | —   | 1–1 | 2–0 | 4–3 | 3–2 | 3–1 | 1–0 | 3–2 | 3–6 | 4–2 | 3–3 | 2–1 |
| SC Fives               | 0–0 | 1–2 | 1–0 | —   | 3–0 | 2–3 | 2–1 | 5–2 | 5–2 | 2–0 | 3–3 | 5–0 | 4–2 | 3–0 |
| Olympique Lillois      | 4–0 | 3–1 | 4–2 | 1–1 | —   | 6–1 | 6–2 | 3–0 | 3–1 | 4–1 | 0–0 | 5–4 | 6–0 | 2–2 |
| Olympique de Marsella  | 3–2 | 4–0 | 2–4 | 2–1 | 1–3 | —   | 3–1 | 4–0 | 7–3 | 3–1 | 4–1 | 7–1 | 3–3 | 4–0 |
| SO Montpellier         | 3–2 | 0–0 | 2–6 | 4–1 | 2–1 | 3–3 | —   | 3–1 | 2–4 | 3–2 | 1–0 | 1–2 | 4–1 | 3–2 |
| OGC Nice               | 1–1 | 3–1 | 3–3 | 0–0 | 3–2 | 0–3 | 1–1 | —   | 1–2 | 5–2 | 2–0 | 4–2 | 1–4 | 2–1 |
| SC Nîmes               | 5–0 | 4–1 | 3–0 | 3–4 | 3–3 | 0–2 | 2–0 | 5–2 | —   | 5–1 | 3–1 | 5–3 | 0–2 | 7–1 |
| CA Paris               | 1–3 | 5–1 | 3–6 | 0–1 | 0–3 | 3–1 | 1–4 | 6–1 | 7–0 | —   | 1–4 | 3–6 | 2–3 | 4–6 |
| RC Paris               | 5–2 | 5–1 | 3–3 | 1–0 | 1–0 | 0–1 | 3–0 | 4–3 | 1–1 | 4–1 | —   | 2–3 | 1–1 | 0–2 |
| Stade Rennais UC       | 2–2 | 2–2 | 5–2 | 1–0 | 1–5 | 1–0 | 2–6 | 2–1 | 6–2 | 8–2 | 2–1 | —   | 4–4 | 2–2 |
| FC Sète                | 4–2 | 4–0 | 4–2 | 2–2 | 1–0 | 1–0 | 1–1 | 4–0 | 8–2 | 6–2 | 2–1 | 3–1 | —   | 3–1 |
| FC Sochaux-Montbéliard | 6–4 | 3–3 | 1–2 | 1–3 | 3–5 | 4–1 | 0–0 | 3–1 | 6–3 | 2–3 | 3–2 | 6–2 | 3–2 | —   |

## Goleadores
| # | Jugador        | Nacionalidad    | Club                   | Goles |
| - | -------------- | --------------- | ---------------------- | ----- |
| 1 | István Lukács  | Hungría         | FC Sète                | 28    |
| 2 | Walter Kaiser  | Alemania        | Stade Rennais UC       | 25    |
| 3 | Roger Courtois | Francia Suiza   | FC Sochaux-Montbéliard | 23    |
| 4 | Mario Zatelli  | Francia         | Olympique de Marseille | 28    |
| - | Václav Bára    | Checoslovaquia  | SC Fives               | 25    |
| - | André Simonyi  | Francia Hungría | Olympique Lillois      | 23    |